# Vanda Rinalda dal Col
Vanda Rinalda dal Col (São Vicente, 1º gennaio 1961) è un'ex cestista brasiliana.

## Carriera
Con il Brasile ha disputato i Campionati mondiali del 1983.